# Sabine Bergmann-Pohl

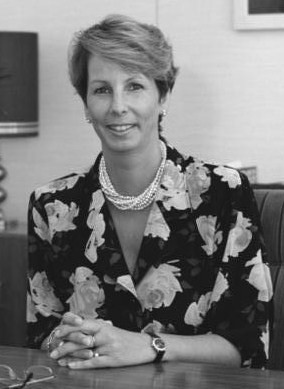
Sabine Bergmann-Pohl (1990)

Sabine Bergmann-Pohl (geborene Schulz; * 20. April 1946 in Eisenach) ist eine deutsche Ärztin und ehemalige Politikerin (CDU). Sie war von April bis Oktober 1990 Mitglied und Präsidentin der frei gewählten Volkskammer, von 1990 bis 1991 Bundesministerin für besondere Aufgaben und von 1991 bis 1998 Parlamentarische Staatssekretärin beim Bundesminister für Gesundheit. Von 1990 bis 2002 war sie Mitglied des Deutschen Bundestages.
Da per Gesetz vom 5. April 1990 die Befugnisse des bis dahin amtierenden kollektiven Staatsoberhauptes, des Staatsrates, auf das Präsidium der Volkskammer übertragen wurden, fungierte Sabine Bergmann-Pohl seitdem in ihrer Eigenschaft als Vorsitzende des Volkskammerpräsidiums zugleich als letztes Staatsoberhaupt der DDR.
Seit November 2022 ist sie Vorsitzende der Deutschen Gesellschaft e. V. zur Förderung politischer, kultureller und sozialer Beziehungen in Europa.

## Beruf und Privatleben
Nach der Konfirmation 1961 und dem Abitur 1964 wurde Bergmann-Pohl zunächst nicht zum Studium zugelassen und absolvierte daher ein zweijähriges Praktikum am Institut für Gerichtsmedizin der Humboldt-Universität zu Berlin. 1966 durfte sie dann ein Studium der Medizin beginnen, das sie 1972 als Diplom-Medizinerin beendete. Seit 1979 ist sie Fachärztin für Lungenkrankheiten. 1980 promovierte sie zum Dr. med. Von 1980 bis 1985 war sie Ärztliche Leiterin der Poliklinischen Abteilung für Lungenkrankheiten und Tuberkulose in Berlin-Friedrichshain. Von 1985 bis 1990 war sie Ärztliche Direktorin in der Bezirksstelle für Lungenkrankheiten und Tuberkulose in Ost-Berlin.
Seit 1990 ist Bergmann-Pohl Schirmherrin des Allgemeinen Behindertenverbands in Deutschland ABiD und von 2003 bis 2012 war sie Präsidentin des Berliner Roten Kreuzes. In Anerkennung ihrer besonderen Verdienste für das Berliner Rote Kreuz wurde Bergmann-Pohl zur Ehrenpräsidentin des DRK-Landesverbandes ernannt. Seit 2003 ist sie Mitglied im Präsidium des Internationalen Bundes und seit 2007 ist sie dort Vizepräsidentin. Seit 2012 ist sie eine der Stadtältesten von Berlin. Seit 2018 ist sie Vorsitzende der Vergabejury des Eberhard-Diepgen-Preises.
Am 9. November 2015 erhielt sie stellvertretend für die erste frei gewählte Volkskammer der ehemaligen DDR den Preis der Deutschen Gesellschaft für Verdienste um die deutsche und europäische Verständigung.
Sabine Bergmann-Pohl ist verheiratet und hat zwei Kinder aus erster Ehe.

## Politische Betätigung
1981 trat Bergmann-Pohl in die CDU, eine der Blockparteien der DDR, ein. 1987 wurde sie Mitglied des Bezirksvorstandes Ost-Berlin.

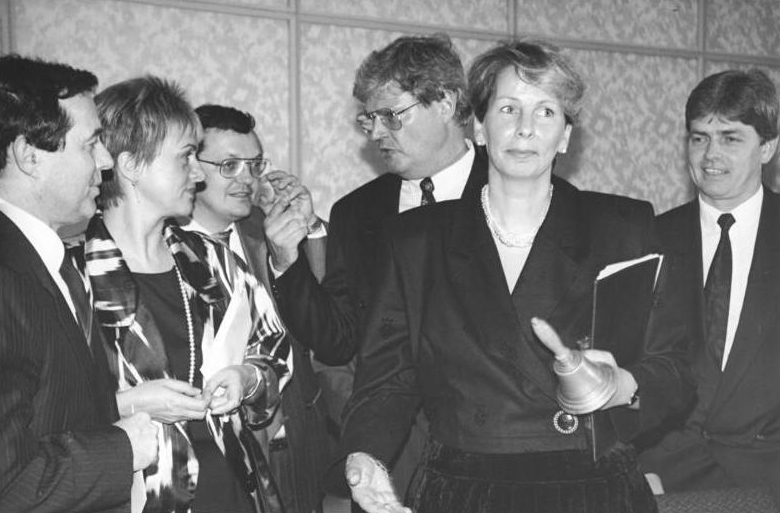
Bergmann-Pohl bei der letzten Volkskammersitzung 1990

Bei der ersten freien Volkskammerwahl am 18. März 1990 zog sie für die CDU als Abgeordnete in die Volkskammer ein und wurde am 5. April zu deren Präsidentin gewählt. Aufgrund des am gleichen Tag verabschiedeten neuen Artikels 75a der Verfassung der DDR übte sie auch die Befugnisse des bisherigen Staatsratsvorsitzenden aus und war daher bis zum 2. Oktober 1990 das letzte Staatsoberhaupt der DDR.
Mit der deutschen Wiedervereinigung wurde sie am 3. Oktober 1990 Mitglied des Deutschen Bundestages. Bei den Bundestagswahlen 1990, 1994 und 1998 wurde sie jeweils über die Berliner CDU-Landesliste ins Parlament gewählt und gehörte diesem bis zum Ende der 14. Wahlperiode am 17. Oktober 2002 an.
Vom 3. Oktober 1990 bis zum 18. Januar 1991 amtierte Bergmann-Pohl als Bundesministerin für besondere Aufgaben, anschließend bis zum 26. Oktober 1998 als Parlamentarische Staatssekretärin beim Bundesminister für Gesundheit.
Von 1990 bis 1992 gehörte sie dem Präsidium der CDU an.

## Veröffentlichungen
- Häufigkeit anamnestisch-klinischer Befunde chronisch obstruktiver Lungenerkrankungen im Kindesalter, ihre Beziehung zur Lungenfunktion und Ermittlung der Referenzwerte für die Ventilations- und Verteilungsparameter am Pneumotestgerät. Ergebnisse einer Schuluntersuchung. Dissertation Akademie für Ärztliche Fortbildung der DDR Berlin, 1981, Berlin-Karow 1976, 1981, 88 Bl., 17 graph. Darstellungen.
- Abschied ohne Tränen. Rückblick auf das Jahr der Einheit. Aufgezeichnet von Dietrich von Thadden. Ullstein, Berlin/Frankfurt am Main 1991, ISBN 3-550-07802-1.
- Herausgeberin mit Paul B. Wink: Podiumsdiskussion 1953–1989 Deutschland auf dem Weg zu Einheit und Freiheit aus Anlaß des 50. Jahrestages des Volksaufstandes in der DDR am 17. Juni 2003 in der Akademie der Konrad-Adenauer-Stiftung in Berlin. Konrad-Adenauer-Stiftung, Berlin 2004, ISBN 3-937731-00-8.
- Herausgeberin mit Wilhelm Staudacher: „Der Schrei nach Freiheit“. Der Ungarn-Aufstand 1956. Konrad-Adenauer-Stiftung, Berlin 2007, ISBN 978-3-939826-46-0.